# UTC+05:45

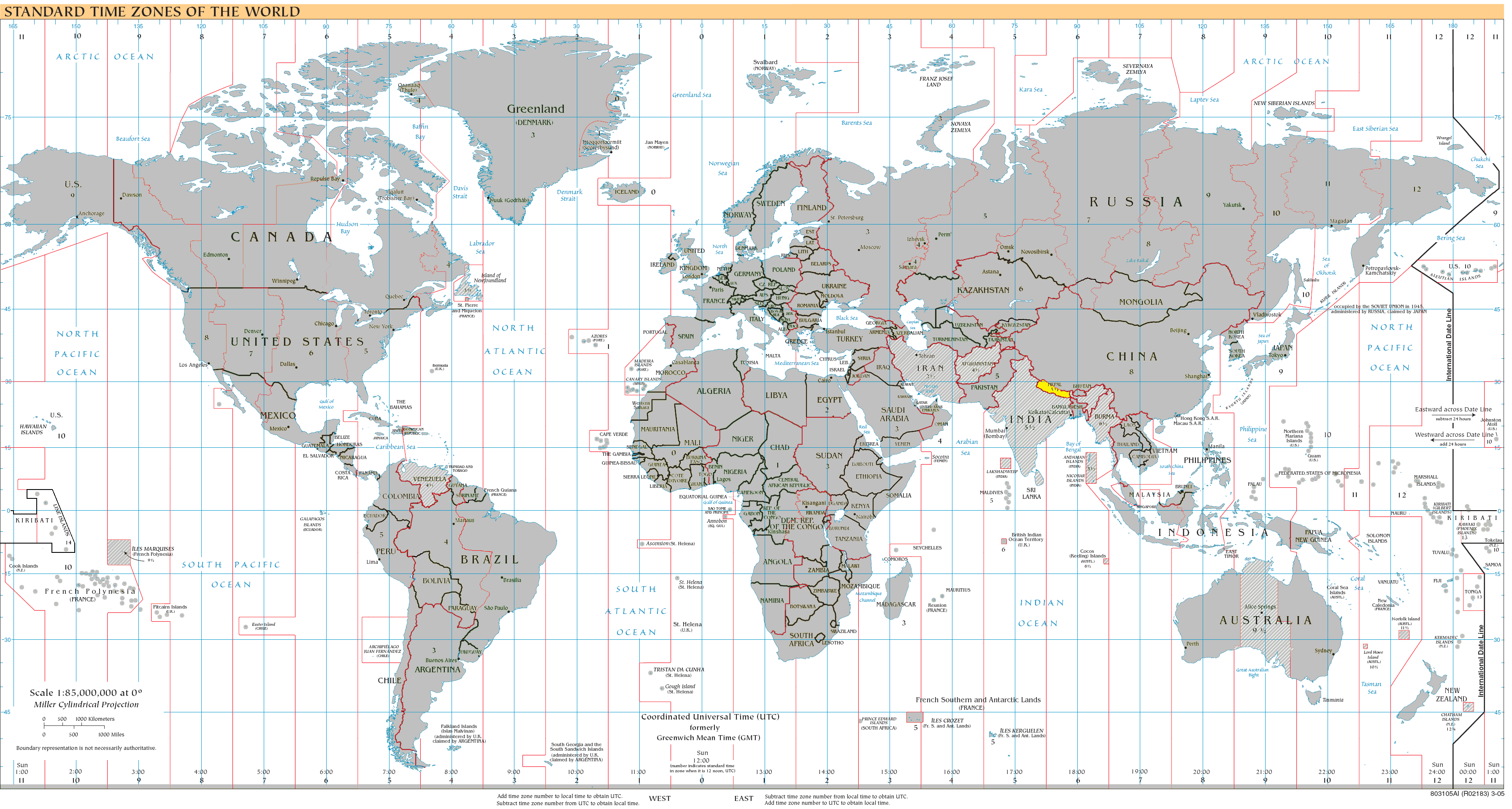
Mapa de husos horarios (solo utilizado por Nepal).

UTC+05:45 es el décimo sexto huso horario del planeta cuya ubicación geográfica se encuentra en el meridiano 86.25 este. Aquellos países que se rigen por este huso horario se encuentran 5 horas y 45 minutos por delante del meridiano de Greenwich.

## Hemisferio norte

### Países que se rigen por UTC+05:45 todo el año
| Abreviatura | Nombre Completo            | País  |
| ----------- | -------------------------- | ----- |
| NPT         | Hora de Nepal (Nepal Time) | Nepal |